# Umberto Orsini (cyclisme)
Pour l'acteur italien, voir Umberto Orsini. Pour les articles homonymes, voir Orsini.
Umberto Orsini est un coureur cycliste italien, né le 6 décembre 1994 à Empoli. Il est membre de l'équipe Bardiani CSF-Faizanè.

## Biographie
En 2012, Umberto Orsini est sacré champion d'Italie sur route juniors (moins de 19 ans) et remporte l'Oscar TuttoBici des juniors. Après plusieurs saisons passées à s'illustrer sur le calendrier italien, il est stagiaire chez Bardiani CSF à la fin de la saison 2017. La formation italienne, qui court avec une licence d'équipe continentale professionnelle, lui fait signer un contrat pour la saison 2018. 
En 2018, il est dans l'échappée matinale du Tour de Lombardie et se retrouve le premier à franchir le Ghisallo, ce qui constitue le meilleur souvenir de sa brève carrière professionnelle. En 2019, il participe au Tour d'Italie, mais est non partant lors de la 9e étape en raison d'une tendinite au genou.
À l'issue de la saison 2020, où il a peu couru en raison de la pandémie de Covid-19, il n'est pas conservé par Bardiani et se retrouve sans équipe pour 2021. Il annonce mettre un terme à sa carrière à 26 ans.

## Palmarès

### Par années
| - 2012 - Champion d'Italie sur route juniors - Trophée de la ville de Loano - Classement général des Tre Giorni Orobica - 3e du Giro della Lunigiana - 2014 - 3e du Mémorial Daniele Tortoli - 2015 - Medaglia d'Oro Frare De Nardi - 3e du Trophée Mario Zanchi - 2016 - Classement général du Tour de la Bidassoa - Trofeo Gavardo Tecmor - Gran Premio Ezio Del Rosso - 2e du Trophée MP Filtri - 3e de la Schio-Ossario del Pasubio - 3e du Grand Prix Colli Rovescalesi | - 2017 - Trofeo San Leolino - Coppa Varignana - 2e du Trofeo Comune di Lamporecchio - 2e du Gran Premio Ezio Del Rosso |

### Résultats sur les grands tours

#### Tour d'Italie
1 participation
- 2019 : non-partant (9e étape)

### Classements mondiaux
| Année           | 2016   |
| --------------- | ------ |
| UCI Europe Tour | 1 565e |

## Distinctions
- Oscar TuttoBici des juniors : 2012